# 让-路易·杜卡姆
让-路易·杜卡姆（英語：Jean-Louis Ducarm）法国音频工程师。他曾因电影千惊万险提名奥斯卡最佳音响效果奖。

## 部分影视作品
- 千惊万险（英语：Sorcerer (film)） (1977)[1]